# Eparchia di San Marone di Brooklyn
L'eparchia di San Marone di Brooklyn (in latino Eparchia Sancti Maronis Bruklyniensis Maronitarum) è una sede della Chiesa maronita negli Stati Uniti d'America immediatamente soggetta alla Santa Sede. Nel 2022 contava 24.775 battezzati. È retta dall'eparca Gregory John Mansour.

## Territorio
L'eparchia comprende i fedeli della Chiesa maronita negli stati di Carolina del Nord, Carolina del Sud, Connecticut, Delaware, Florida, Georgia, Maine, Maryland, Massachusetts, New Hampshire, New Jersey, New York, Pennsylvania, Rhode Island, Vermont e Virginia e nel Distretto di Columbia.
Sede eparchiale è la città di Brooklyn, dove si trova la cattedrale di Nostra Signora del Libano.
Il territorio è suddiviso in 41 parrocchie.

## Storia
L'esarcato apostolico degli Stati Uniti d'America per i fedeli di rito orientale fu eretto da papa Paolo VI con la bolla Cum supremi il 10 gennaio 1966.
Il 29 novembre 1971 in virtù della bolla Quae spes dello stesso papa Paolo VI l'esarcato fu elevato ad eparchia e assunse il nome di eparchia di San Marone di Detroit.
Il 27 giugno 1977 la sede è stata trasferita da Detroit a Brooklyn e l'eparchia ha assunto il nome attuale.
Il 19 febbraio 1994 ha ceduto una porzione del suo territorio, che fino ad allora si estendeva su tutti gli Stati Uniti d'America, a vantaggio dell'erezione dell'eparchia di Nostra Signora del Libano a Los Angeles.

## Cronotassi dei vescovi
Si omettono i periodi di sede vacante non superiori ai 2 anni o non storicamente accertati.
- Francis Mansour Zayek † (27 gennaio 1966 - 11 novembre 1996 ritirato)
- Stephen Hector Youssef Doueihi † (11 novembre 1996 - 10 gennaio 2004 ritirato)
- Gregory John Mansour, dal 10 gennaio 2004

## Statistiche
L'eparchia nel 2022 contava 24.775 battezzati.
| anno | popolazione | popolazione | popolazione | presbiteri | presbiteri | presbiteri | presbiteri                | diaconi | religiosi | religiosi | parrocchie |
| anno | battezzati  | totale      | %           | numero     | secolari   | regolari   | battezzati per presbitero | diaconi | uomini    | donne     | parrocchie |
| ---- | ----------- | ----------- | ----------- | ---------- | ---------- | ---------- | ------------------------- | ------- | --------- | --------- | ---------- |
| 1966 | 125.000     | ?           | ?           | 55         | 53         | 2          | 2.272                     |         |           | 5         | 45         |
| 1976 | 152.000     | ?           | ?           | 66         | 66         |            | 2.303                     |         |           | 5         | 44         |
| 1980 | 30.800      | ?           | ?           | 64         | 62         | 2          | 481                       | 3       | 8         | 8         | 48         |
| 1990 | 52.399      | ?           | ?           | 86         | 79         | 7          | 609                       | 10      | 7         | 5         | 54         |
| 1999 | 30.000      | ?           | ?           | 72         | 62         | 10         | 416                       | 12      | 13        | 6         | 34         |
| 2000 | 30.000      | ?           | ?           | 53         | 43         | 10         | 566                       | 12      | 16        | 5         | 34         |
| 2001 | 30.000      | ?           | ?           | 57         | 47         | 10         | 526                       | 12      | 14        | 2         | 33         |
| 2002 | 30.000      | ?           | ?           | 55         | 45         | 10         | 545                       | 12      | 14        | 2         | 33         |
| 2003 | 30.000      | ?           | ?           | 65         | 53         | 12         | 461                       | 14      | 19        | 2         | 34         |
| 2004 | 30.000      | ?           | ?           | 61         | 50         | 11         | 491                       | 13      | 19        | 2         | 34         |
| 2009 | 33.000      | ?           | ?           | 61         | 50         | 11         | 540                       | 14      | 15        | 1         | 34         |
| 2010 | 33.000      | ?           | ?           | 61         | 50         | 11         | 540                       | 17      | 16        | 1         | 34         |
| 2014 | 33.000      | ?           | ?           | 65         | 53         | 12         | 507                       | 17      | 20        | 2         | 34         |
| 2017 | 35.000      | ?           | ?           | 66         | 55         | 11         | 530                       | 20      | 19        | 3         | 34         |
| 2020 | 23.939      | ?           | ?           | 67         | 56         | 11         | 357                       | 25      | 20        | 3         | 36         |
| 2022 | 24.775      | ?           | ?           | 72         | 59         | 13         | 344                       | 24      | 21        | 3         | 41         |